# Santo Stefano (Pontinische Inseln)
Santo Stefano ist eine unbewohnte Insel im Tyrrhenischen Meer. Sie gehört geographisch zu den Pontinischen Inseln (südöstliche Gruppe), liegt 1,6 km südöstlich der Insel Ventotene und ist auch Teil der Gemeinde Ventotene. Die Insel besteht aus einem Felsen mit einer Fläche von etwa 27 Hektar und einer Höhe von bis zu 80 Metern über dem Meeresspiegel.
Auf der Insel befindet sich ein hufeisenförmiges Gebäude, das Ferdinand IV. im Jahr 1795 von Major Antonio Winspeare (1739–1820) und Architekt Francesco Carpi als Gefängnis bauen ließ. Dort saßen unter anderem Luigi Settembrini, Carmine Crocco, Gaetano Bresci, Gino Lucetti und Sandro Pertini ein. 1965 wurde das Gefängnis geschlossen und ist seitdem verlassen. Es soll (Stand Juni 2021) zu touristischen Zwecken aufwendig saniert werden.

## Bildergalerie

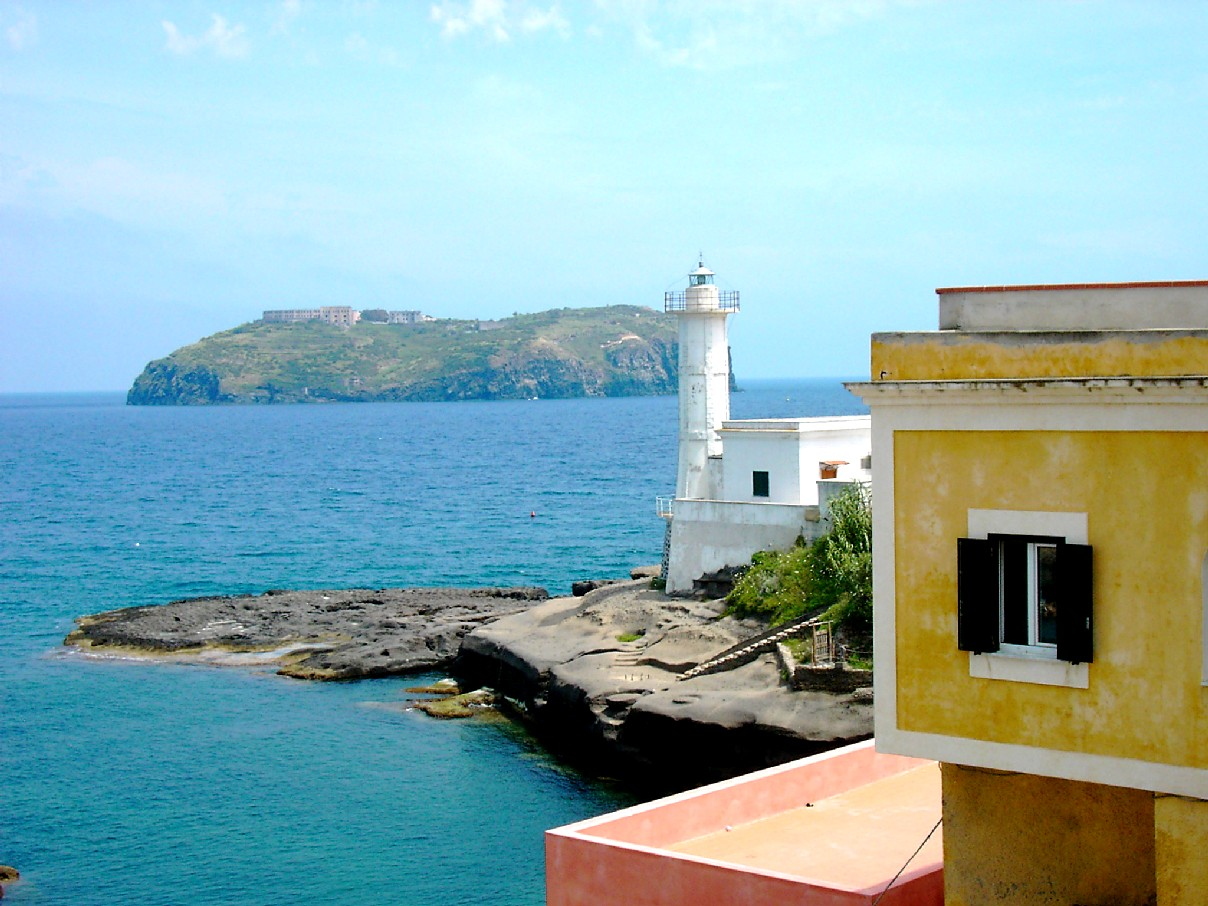
Santo Stefano im Hintergrund, von Ventotene aus
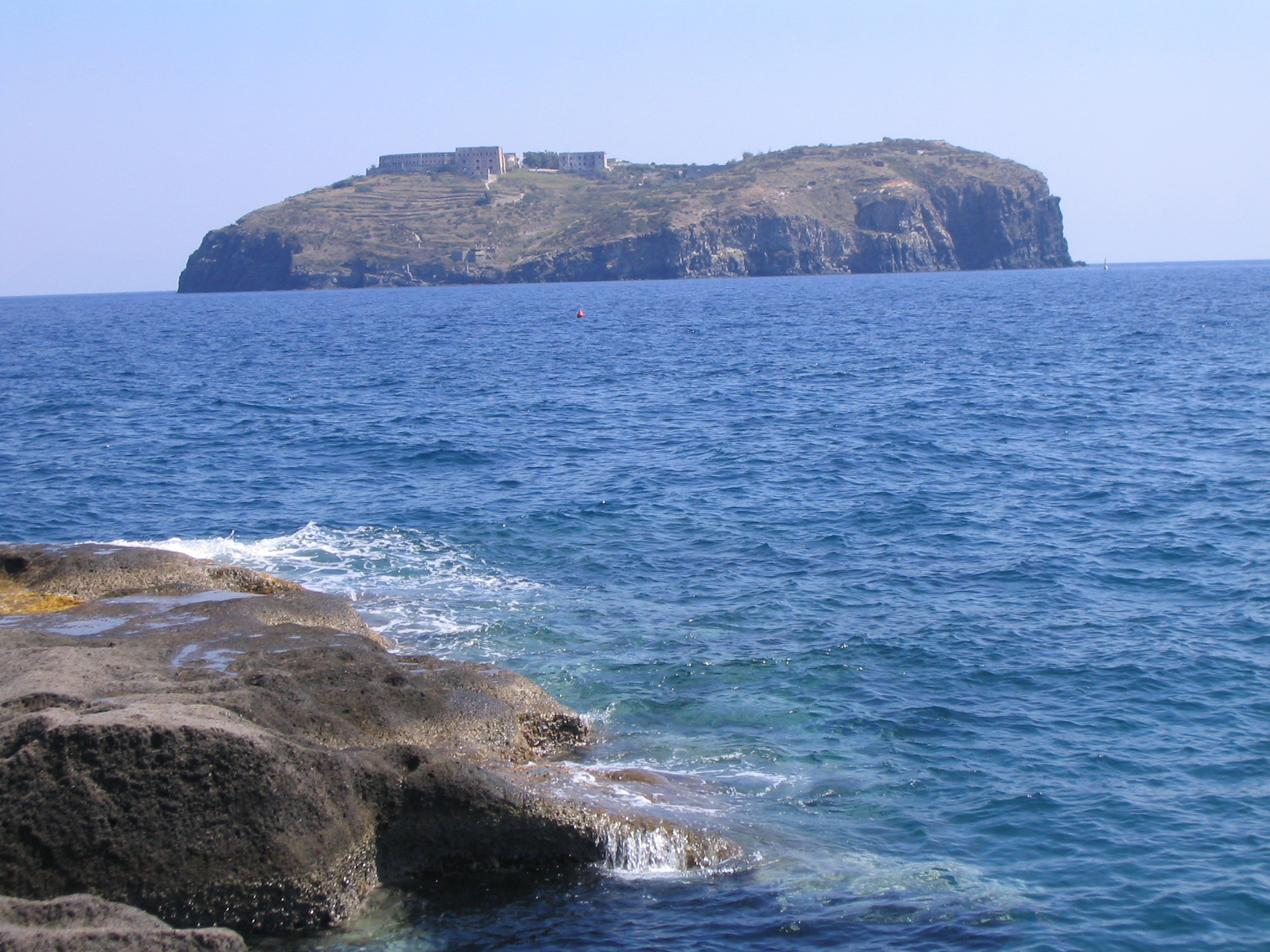
Santo Stefano von Ventotene aus
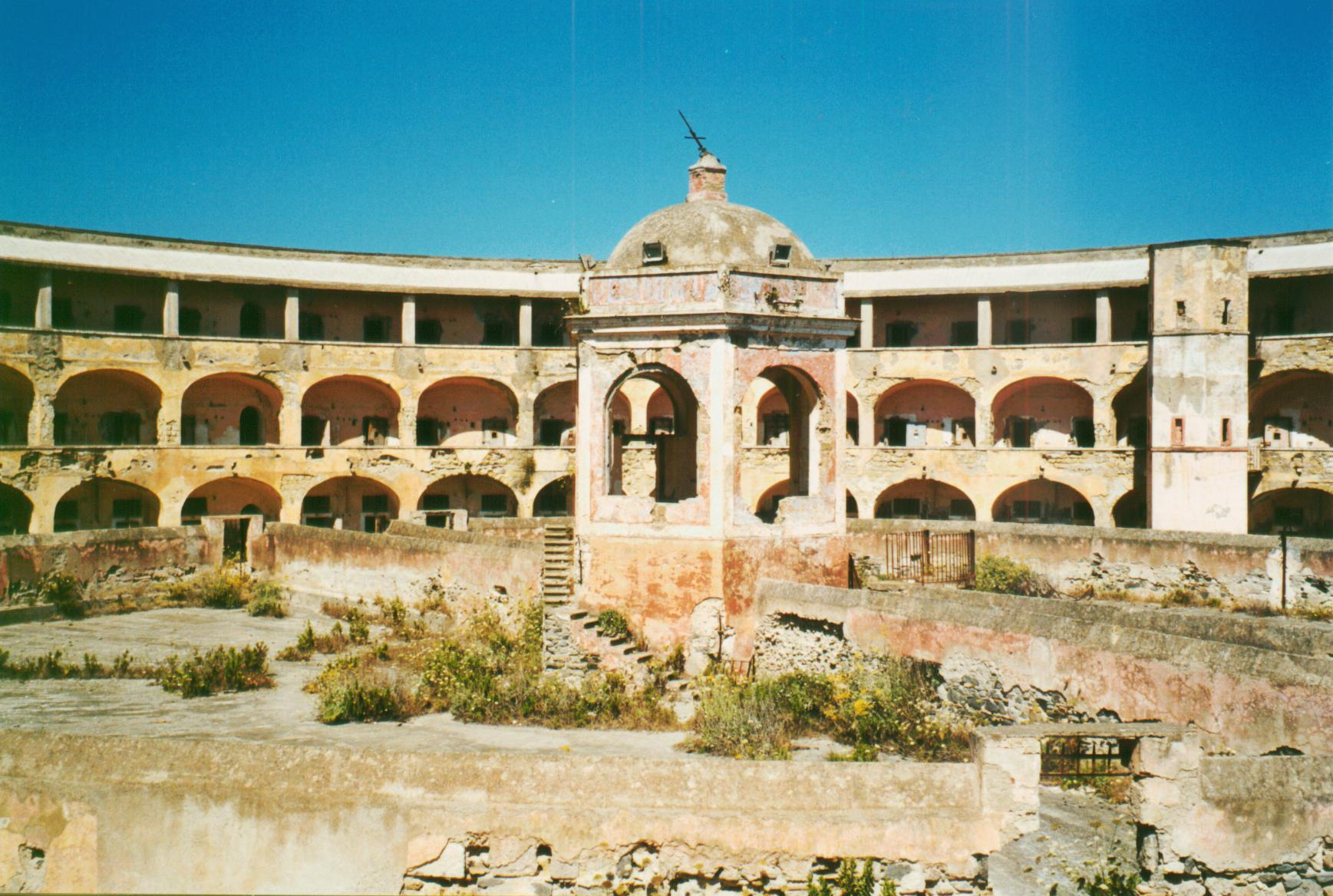
Das Innere des Gefängnisses